# Municipio de Perry (condado de Perry)
El municipio de Perry (en inglés: Perry Township) es un municipio ubicado en el condado de Perry en el estado estadounidense de Arkansas. En el año 2010 tenía una población de 901 habitantes y una densidad poblacional de 22 personas por km².

## Geografía
El municipio de Perry se encuentra ubicado en las coordenadas 35°1′26″N 92°36′55″O / 35.02389, -92.61528. Según la Oficina del Censo de los Estados Unidos, el municipio tiene una superficie total de 40.95 km², de la cual 39,38 km² corresponden a tierra firme y (3,85 %) 1,57 km² es agua.

## Demografía
Según el censo de 2010, había 901 personas residiendo en el municipio de Perry. La densidad de población era de 22 hab./km². De los 901 habitantes, el municipio de Perry estaba compuesto por el 96,23 % blancos, el 2,22 % eran afroamericanos, el 0,55 % eran amerindios y el 1 % eran de una mezcla de razas. Del total de la población el 0,55 % eran hispanos o latinos de cualquier raza.